# Pseudognaphalium thermale
Pseudognaphalium thermale là một loài thực vật có hoa trong họ Cúc. Loài này được (E.E.Nelson) G.L.Nesom mô tả khoa học đầu tiên năm 2004.